# Nouvelle Tendance
 (octobre 2019).
Si vous disposez d'ouvrages ou d'articles de référence ou si vous connaissez des sites web de qualité traitant du thème abordé ici, merci de compléter l'article en donnant les références utiles à sa vérifiabilité et en les liant à la section « Notes et références ».
La Nouvelle Tendance est un mouvement artistique fondé en Yougoslavie en 1961. 
Le théoricien du groupe est le critique d'art croate Matko Meštrović. Les autres fondateurs de la Nouvelle Tendance sont le peintre brésilien Almir Mavignier, et Božo Bek, le directeur croate du musée d'art contemporain de Zagreb.

## Description
La Nouvelle Tendance reflète les approches communes utilisées par les artistes dans une variété de mouvements simultanés à travers le monde, comme l'art concret, l'art cinétique et l'Op Art (Art optique). La considération principale du mouvement est décrite comme le « problème du mouvement tel qu'il est transmis par la répétition ». La sensation de déplaisir est provoquée dans certaines œuvres de Nouvelle Tendance, pour « stimuler un champ de vision plus actif » et intéresser le spectateur à un processus auto-créatif.
Parmi les groupes d'artistes qui se sont associés à la Nouvelle Tendance, mentionnons GRAV, Gruppo T, Gruppo N et Zero. Le mouvement a attiré des artistes de France, d'Allemagne, d'Italie, des Pays-Bas et d'Espagne. Des artistes internationaux ont participé à une série d'expositions dans des galeries européennes.
Il ne faut pas confondre ce groupe avec un cercle d'artistes parisiens du début du XXe siècle qui opéra brièvement sous le nom de Tendances nouvelles et organisa une exposition en 1904 ; Alice Dannenberg et Martha Stettler en étaient les membres fondateurs.